# Balmerjeva enačba
Bálmerjeva enáčba (po Johannu Jakobu Balmerju) je izkustvena zveza med valovnimi števili (prvotno med valovnimi dolžinami) spektralnih črt, kasneje po njem imenovane Balmerjeve serije. Valovne dolžine dobimo iz sploše enačbe za spektralne serije (spekter vodikovega atoma), če vstavimo n = 2.
{\displaystyle \lambda \ ={\frac {hm^{2}}{(m^{2}-n^{2})}}\!\,,}
kjer je h Planckova konstanta, m in n pa naravni števili (v našem primeru je n = 2).